# Ådalselva

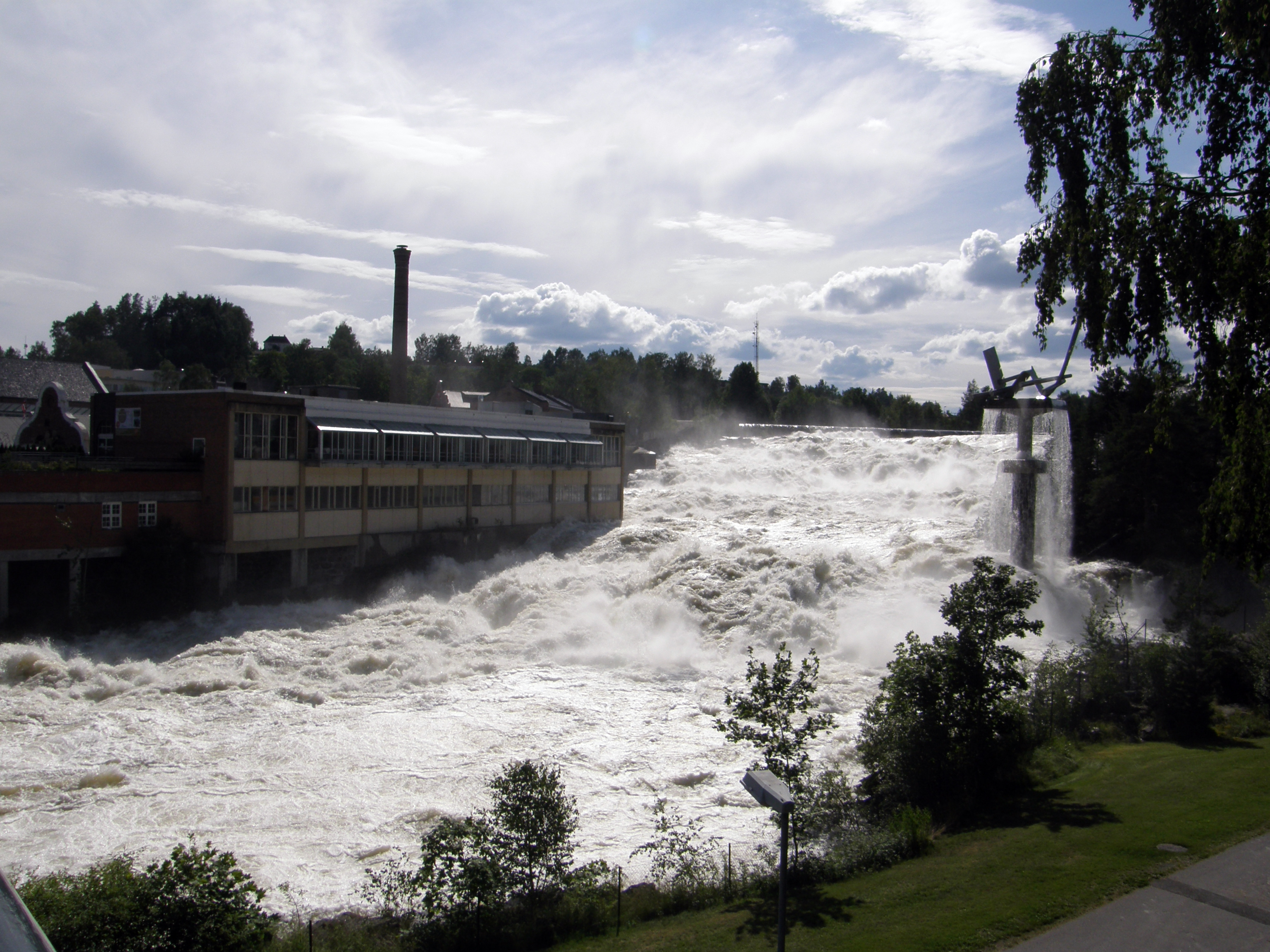
Wodospad Hønefossen podczas powodzi w lipcu 2007 roku

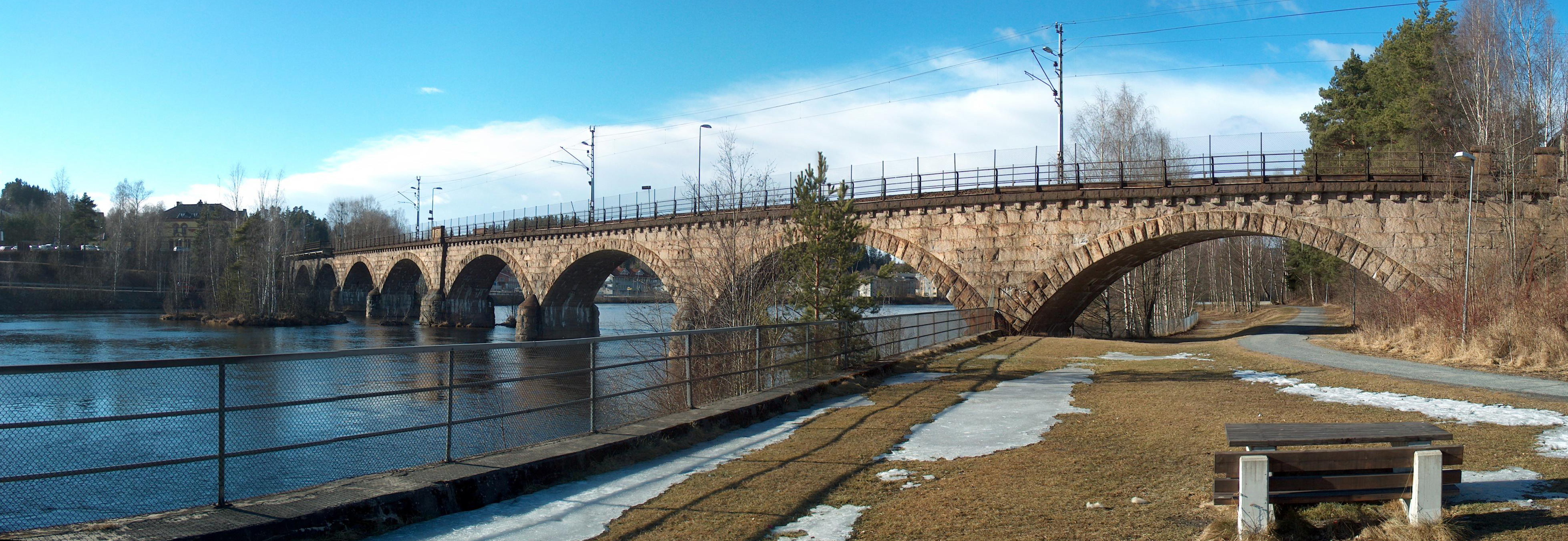
Most na rzece Ådalselva w Hønefoss

Ådalselva – rzeka w południowej Norwegii, słynna z licznych wodospadów, których energię wykorzystuje się do celów przemysłowych. Właściwie stanowi ona odcinek rzeki Begna od jeziora Sperillen do połączenia z rzeką Randselva w mieście Hønefoss.